# Distichona cubensis
Distichona cubensis là một loài ruồi trong họ Tachinidae.